# قوز نعمان
قوز نعمان هي إحدى قُرى محافظة بيشة في الجنوب الغربي وتتبع منطقة عسير في المملكة العربية السعودية.

## الموقع
تبعد قرية قوز نعمان عن وسط محافظة بيشة 3 كيلومترات. تقع في شمال بيشة على طريق قوز نعمان - الدحو.

## المرافق
يوجد في قرية قوز نعمان مدرسة البنات الثانوية، ومدرسة ابتدائية.